# Lundehøj
Das 1837 entdeckte Ganggrab im Lundehøj (auch Østergård Lundhøj) am Oddesundvej auf einem Höhenzug bei Heltborg in der Ydby Hede, in der Nähe von Hurup in Thy am Limfjord im Norden Jütlands in Dänemark, ist mit einer Nebenkammer ausgestattet. 
30 derartige Anlagen findet man in Jütland, rund um den Limfjord, in Djursland (Tustrup), drei auf Seeland (Hørhøj) und zwei auf Lolland (Bag-Hyldehøj und Torhøj). Das Ganggrab wurde zwischen 3500 und 2800 v. Chr. während der Jungsteinzeit errichtet und gehört zu den Megalithanlagen der Trichterbecherkultur (TBK).

Lundehøj
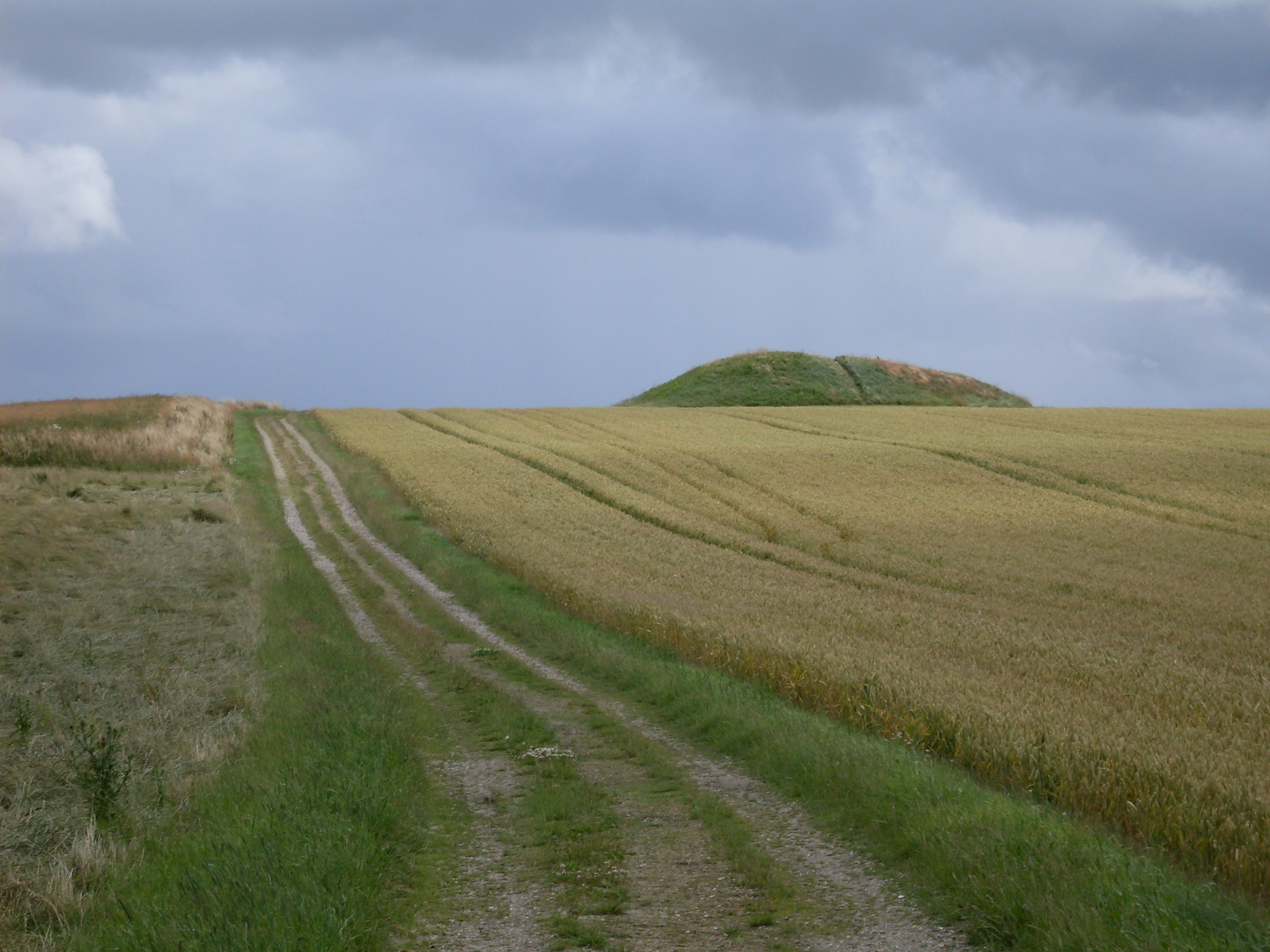
Lundehøj
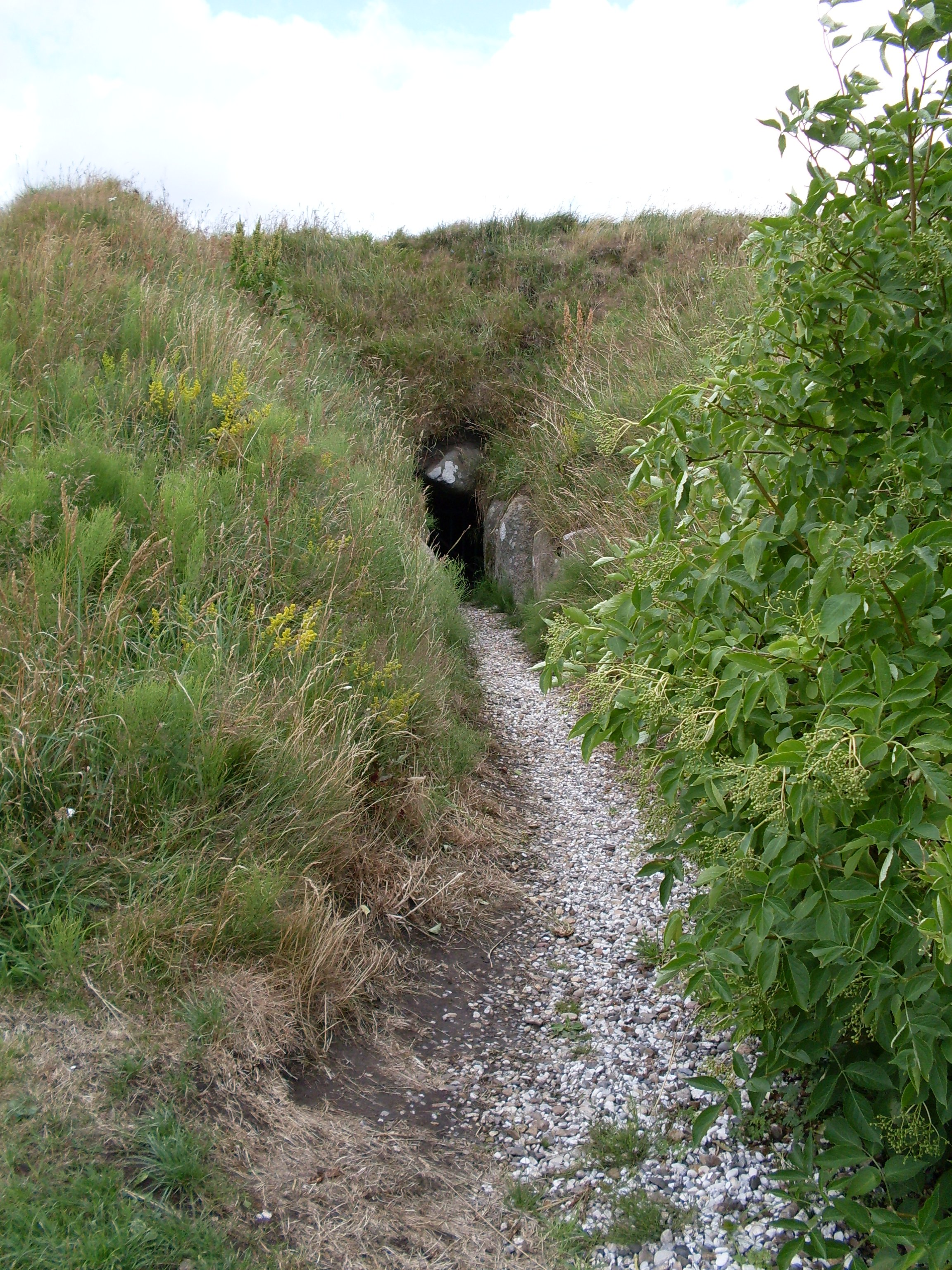
Zugang von Osten
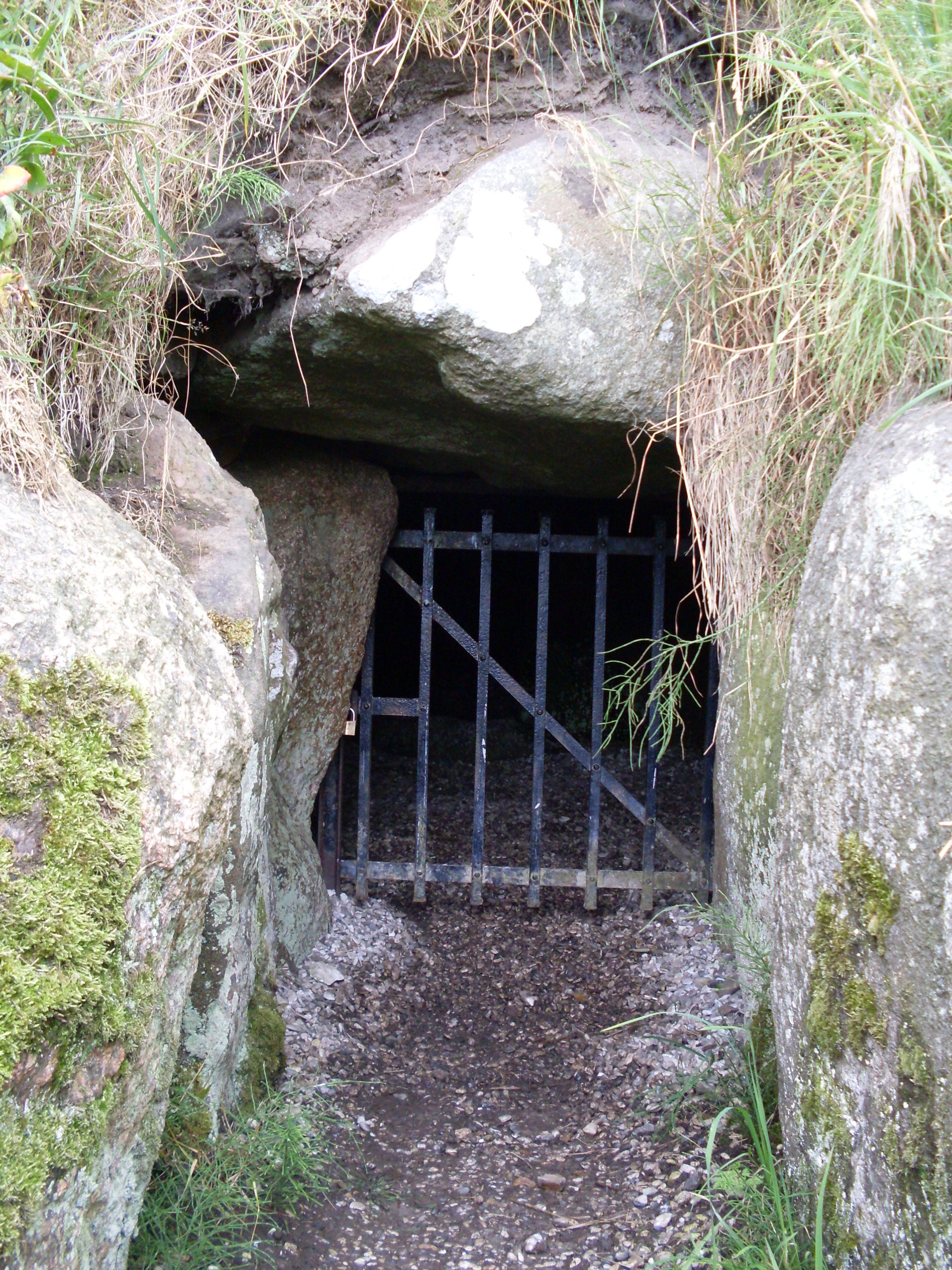
Eingang mit Gittertor
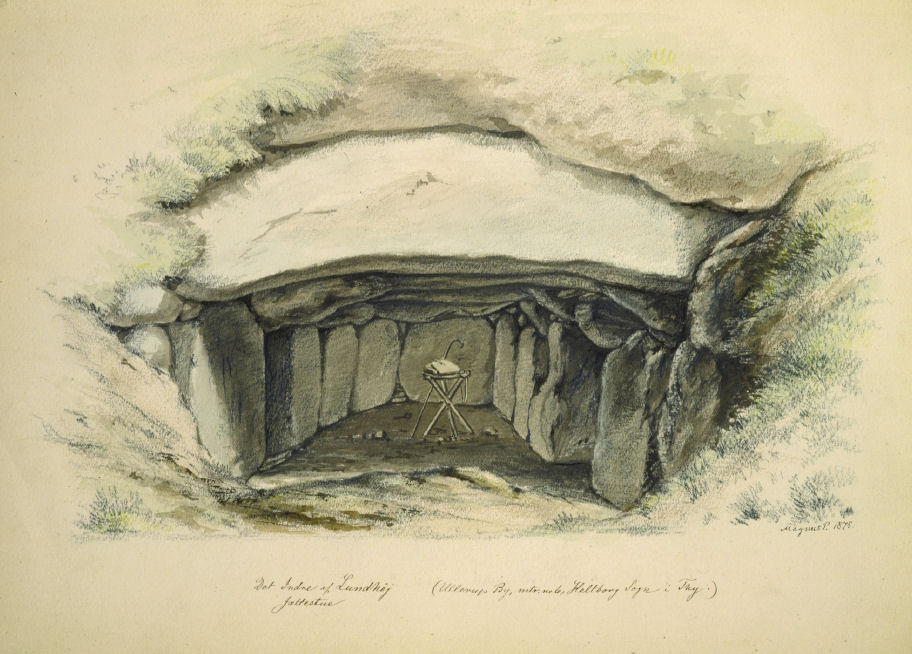
Alter Stich der Kammer

Das Ganggrab ist eine Bauform jungsteinzeitlicher Megalithanlagen, die aus einer Kammer und einem baulich abgesetzten Gang besteht. Diese Form ist primär in Dänemark, Deutschland und Skandinavien sowie vereinzelt in Frankreich und den Niederlanden zu finden. Neolithische Monumente sind Ausdruck der Kultur und Ideologie neolithischer Gesellschaften. Ihre Entstehung und Funktion gelten als Kennzeichen der sozialen Entwicklung.

## Beschreibung
Die Seitenkammern wurden gleichzeitig mit der hier etwa 7,6 m langen und zwei Meter breiten Hauptkammer aufgeführt. Diese besteht aus 14 erhaltenen Trag- und vier Decksteinen. Die Seitenkammer, deren schmaler Zugang etwa gegenüber der Gangmündung liegt, erweitert sich hinter dem Zugang nach links zu einer polygonalen Kammer aus vier Trag- und zwei Decksteinen. Der lange Gang der Kammer besteht aus vier Trilithen. Die Anlage der Trichterbecherkultur (TBK) stammt aus dem mittleren Neolithikum (etwa 3200–2800 v. Chr.).

## Entdeckungsgeschichte
Der Landwirt Jens Christian Nielsen Ullerup war beim Bau eines Ofens in dem Hügel auf mehrere große Steine gestoßen und entfernte einen der Decksteine, so dass man in die Kammer gelangen konnte. Einer der ersten, die den Hügel besuchten, war der Lehrer Laurids Kjer. Zu seinen Beobachtungen gehörten geschnitzte Figuren auf zwei großen Steinen und mehrere Knochen. Während seines Besuchs der Kammer machte er Skizzen und schrieb einen Bericht an die Königliche Kommission für die Erhaltung der Altertümer in Kopenhagen.
Auch andere sandten Berichte an Christian Jürgensen Thomsen (1788–1865) in Kopenhagen, einen der bedeutenden Archäologen seiner Zeit. Die zahlreichen Berichte und Pastor Madelungs dringender Appell, den man in Kopenhagen im Frühjahr 1837 erhalten hatte, hatten Wirkung. Thomsen beantragte, dass der Staat das Grundstück, auf dem der Lundehøj lag, kaufen solle, was im November 1837 für 200 Dollar erfolgte.
Insbesondere Laurids Kjers Beobachtung der Figuren auf einigen Steinen erregte in Kopenhagen Aufmerksamkeit und Japetus Steenstrup (1813–1897) wurde nach Thy entsandt, um die Zeichen zu begutachten. Steenstrup war sich nicht sicher, ob die Einkerbungen von Menschen gemacht oder natürliche Vertiefungen im Fels waren. Magnus Petersen stellte im Jahre 1875 fest, dass es sich nicht um Felsritzungen handelt, was 1939 durch P. V. Glob und 1993 bei einer Restaurierung durch Svend Hansen Illum bestätigt wurde. Felszeichnungen wurden bislang nur in wenigen dänischen Ganggräbern gefunden, so im Rævehøj von Dalby auf Seeland und in einem Dolmen auf Alsen einfache (Radkreuze), während Schälchen von vielen Orten bekannt sind. Eine der Entdeckungen im Jahr 1993 war, dass der Platz, auf dem der Hügel steht, von den ersten Bauern in Dänemark (wie auch beim Tinghøj) zuvor gepflügt wurde.